# Palágyi Natália
Palágyi Natália, született Palágyi Mária Irén Lujza, (Budapest, 1909. november 14. – Buffalo, 2001. január 16.) magyar katolikus szerzetesnő, a Szociális Testvérek Társaságának második általános főnöknője.

## Élete
Budapesten született háromgyermekes családba. Apja Palágyi János (1879–?) miniszteri számellenőr. Anyja Sasse Mária (1885–1966). Két testvére közül Ilona Andrea később szintén a Társaság tagja lett.
1927-ban érettségi, majd görög nyelv és irodalomból kiegészítő érettségi bizonyítványt szerzett a budapesti I. ker. községi Szilágyi Erzsébet Leánygimnáziumban. Az érettségit követően, Slachta Margit hatására, azonnal felvételét kérte Szociális Testvérek Társaságába. Szerzetesi képzése Gödöllőn kezdődött, majd Őrszentmiklós, Budapest, London, Pozsony, Szegvár képzési állomások után 1930-ban lett a Társaság fogadalmas tagja.

## Közéleti tevékenysége
Korányi Sarolta és Rónai Mária Paula munkatársaként összeállította a Dolgozó Lányok mozgalom alapszabályzatát, majd 1930–1939 között a mozgalom szervezője, előadója volt. Részt vett a külföldi munkásifjú mozgalom (JOC) kongresszusokon 1935-ben Brüsszelben , 1937-ben Párizsban. Diákcsere utazásokat szervezett 1938-ban Németországba és Londonba.
1939-től a Szentlélek Szövetség központi irodájában dolgozott. 1942/1943-ban tagja volt a Sajtókamarának. Együttműködött Slachta Margittal a világnézeti tanfolyamok és a mozielőadások szervezésében. A zsidóüldözések alatt a mentésben segített. A Magyar Szent Kereszt Egyesület keretében hittani képzést szervezett a keresztséget felvenni szándékozó zsidók számára. 160 tanfolyam keretében mintegy 10 000 embert oktattak.
1945-ben részt vett a Keresztény Női Tábor újraalapításában, majd egy ideig annak főtitkára volt. Az év második felében a Budai Nemzeti Bizottság tagjává választották.
A háborút követő években a Szentlélek Szövetség titkára, a Magyar Szent Kereszt Egyesület egyik alelnöke, a Pro Domo Szövetség titkára, a Székesfőváros törvényhatósági bizottságának tagja, a Katolikus Népszövetség igazgatósági tagja, a Katolikus Női Szociális Képző óraadója, a Szociális Testvérek Társasága magyar kerületének helyettes kerületi főnöknője volt.

## Emigrációban
Slachta Margit és Molnár Klementin szociális testvérekkel együtt 1949. június 22-ről 23-ra virradó éjszaka a várható letartóztatás elől illegálisan elhagyta Magyarországot. 1950-ben érkezett az USA-ba, ahol újoncmesternő, az általános elöljáró helyettese, valamint Syracuse-ban a Gondviselés Háza koordinátora lett.
1957. december 5-én megkapta az amerikai állampolgárságot.
Slachta Margit alapító főnöknőnek a vezetéstől való visszavonulása után 1963–tól 1975-ig a Szociális Testvérek Társaságának központi elöljárója volt. Támogatta az elnyomatásban élő európai és kubai testvéreket, előmozdította az US-Kerület fejlődését, valamint szolgálta a Szociális Testvérek Társasága Federációjának megalakulását.
1975-ben visszatért Európába, ahol a németországi Weingartenben dolgozott a Magyar Misszióban, 1981-ig. Azután újra Buffalóba ment, és két évtizeden át a Társaság irattárosaként tevékenykedett.
Egészsége megromlása miatt 1999 májusában a Szent József Nővérek Clarence-i intézetébe került. Buffalóban, a Sisters Hospital-ban hunyt el 2001-ben.
A Lackawanna-i Szent Kereszt temetőben nyugszik.

## Művei
- Palágyi Natália: Hűségesen követte az Urat. Mindszenty bíboros életútja és példája. St. Gallen. 1976.
- Palágyi Natália: Ha szólít a hang… Budapest, Szent István Társulat, 1947
- Palágyi Natália: Mindszenty bíboros példaképünk. In: Füzér Julián: Szentnek kiáltjuk! Emigráns magyarok Mindszenty bíborosról halála 10. évfordulóján. Ohio, 1987.